# Ernesto Invernizzi
Ernesto Invernizzi (Como ?, 1852 – Caslino d'Erba, 28 luglio 1929) è stato un imprenditore italiano.

## Biografia
La famiglia di Giovanni Battista Invernizzi (1805-1857), padre di Ernesto, possedeva una filanda a Caslino d'Erba, in provincia di Como. Morta la moglie, Giovanni Battista si risposò, a gennaio 1851, a Caslino d'Erba, con Margherita Tavecchio, una ragazza molto più giovane di lui, da cui ebbe due figli: Enrico e Ernesto. Diventata vedova, Margherita contrasse matrimonio con il capitano garibaldino Angelo Rossy che combatté nel 1860 a Milazzo. Anche due fratellastri di Ernesto, volontari garibaldini, parteciparono alla battaglia di Milazzo: Ignazio (1834-1898), che poi entrò in magistratura e Vincenzo (1844- ).
Rimasto orfano, Ernesto Invernizzi - con suo fratello Enrico - si trasferì a Milano, dove lavorò come arrotino in una officina che produceva coltelli. Emigrato a Parigi nel 1874, trovò un impiego nella fabbrica di strumenti chirurgici Collin, la cui fondazione risaliva all'epoca della rivoluzione francese. A Parigi entrò in contatto con studenti e professori della Sorbonne, tra cui il chirurgo italiano Francesco Durante che, chiamato a Roma a dirigere la clinica chirurgica, gli propose di seguirlo e di realizzare gli strumenti chirurgici che gli erano necessari. Gli mise a disposizione alcuni locali nel seminterrato della clinica chirurgica, che allora era in via Garibaldi.
Trasferita la clinica al corso, Ernesto Invernizzi aprì un negozio in corso Umberto I, n. 47-49, dove commerciava al dettaglio i suoi prodotti e anche strumentario fabbricato da altri. L'officina la trasferì in via Castro Pretorio. La ditta si espanse e in breve tempo fornì strumenti medici e chirurgici alle più importanti strutture ospedaliere italiane. Ernesto Invernizzi divenne anche fornitore della Real Casa, di ministeri e di cliniche, della Croce Rossa Italiana, dei Cavalieri di Malta, delle Ferrovie dello Stato, di ospedali militari, di luoghi pii, di studi medici privati.
Ernesto Invernizzi comprò dai cugini Invernizzi la filanda; acquistò un terreno al centro di Caslino d'Erba, con una vecchia casa, e vi costruì una nuova casa e a Caslino aprì la sua officina, dove produceva strumenti chirurgici. Il conferimento della onorificenza di Cavaliere del Lavoro, nel 1909, testimonia il suo passaggio dall'artigianato all'industria.
Della stima tributata da chirurgi ad Ernesto Invernizzi abbiamo testimonianze, come questa: «L'osteoclaste Robin [...] si costruisce esattamente dal bravo fabbricante d'istrumenti di chirurgia, Cav. Ernesto Invernizzi di Roma.»

### Alle origini della riabilitazione ortopedica
Il 1 marzo 1896, durante la battaglia di Adua, caddero circa cinquemila soldati italiani. Agli àscari eritrei prigionieri - guerrieri indigeni che appartenevano all'Esercito italiano - per punizione furono amputati la mano destra e il piede sinistro, per impedir loro di imbracciare il fucile, di camminare e di montare a cavallo. Fu chiamato ad Asmara Ernesto Invernizzi, che arrivò insieme al suo capotecnico e a tre operai, portando il materiale idoneo a fabbricare protesi di piede e di mano per gli ascari mutilati. Un disegno illustra il momento in cui Ernesto Invernizzi prova una protesi di gamba, del tipo "Beaufort", su un arto amputato. L'immagine è stata pubblicata sulla copertina de La Tribuna, Supplemento illustrato della domenica, 14 giugno 1896. All'ospedale di Asmara furono scattate fotografie di Ernesto Invernizzi tra gli Ascari.
Nel 1903 la società Cav. Ernesto Invernizzi, per l'industria degli strumenti chirurgici ed ortopedici, risultava costituita da questi soci: Ernesto Invernizzi, Marco Carpani, Luigi Salvini, Eugenio Sabatini e Vittorio Zambra.
Ernesto Invernizzi sposò Maria Cleofe Tradigo (1858-1900). Dal 1892, nella conduzione dell'azienda, fu affiancato da Vittorio Zambra - suo nipote e anche suo genero, per aver sposato sua figlia maggiore Margherita - che lo aiutò ad ampliare la società e a strutturarla la nella forma giuridica di società anonima. Dopo la morte di Ernesto Invernizzi, Vittorio Zambra portò avanti l'azienda, fino alla morte, nel 1950, quando la direzione passò ai suoi nipoti Claudio e Vittorio Della Valle, figli della sua unica figlia Maria Cleofe, che aveva sposato il geografo Carlo Della Valle.
A Milano, alla Fondazione Pirelli si conserva un carteggio fra Ernesto Invernizzi e Giovanni Battista Pirelli i quali, oltre ad avere rapporti di lavoro, erano anche colleghi poiché, in anni diversi, erano stati nominati Cavalieri del Lavoro in rappresentanza della Lombardia.

## Cataloghi
- Ernesto Invernizzi, Catalogo generale di strumenti chirurgici ed apparecchi ortopedici, Roma, Stab. Tip. G. Civelli, 1894.
- Società anonima Ernesto Invernizzi, Cinquantenario dalla fondazione 1879-1929: Catalogo generale: strumenti chirurgici, apparecchi ortopedici, vetrerie ed apparecchi per igiene e bacteriologia, mobili e arredi sanitari, Roma, Arti grafiche umbre, 6 edizione, 1930, SBN UMC0876540.

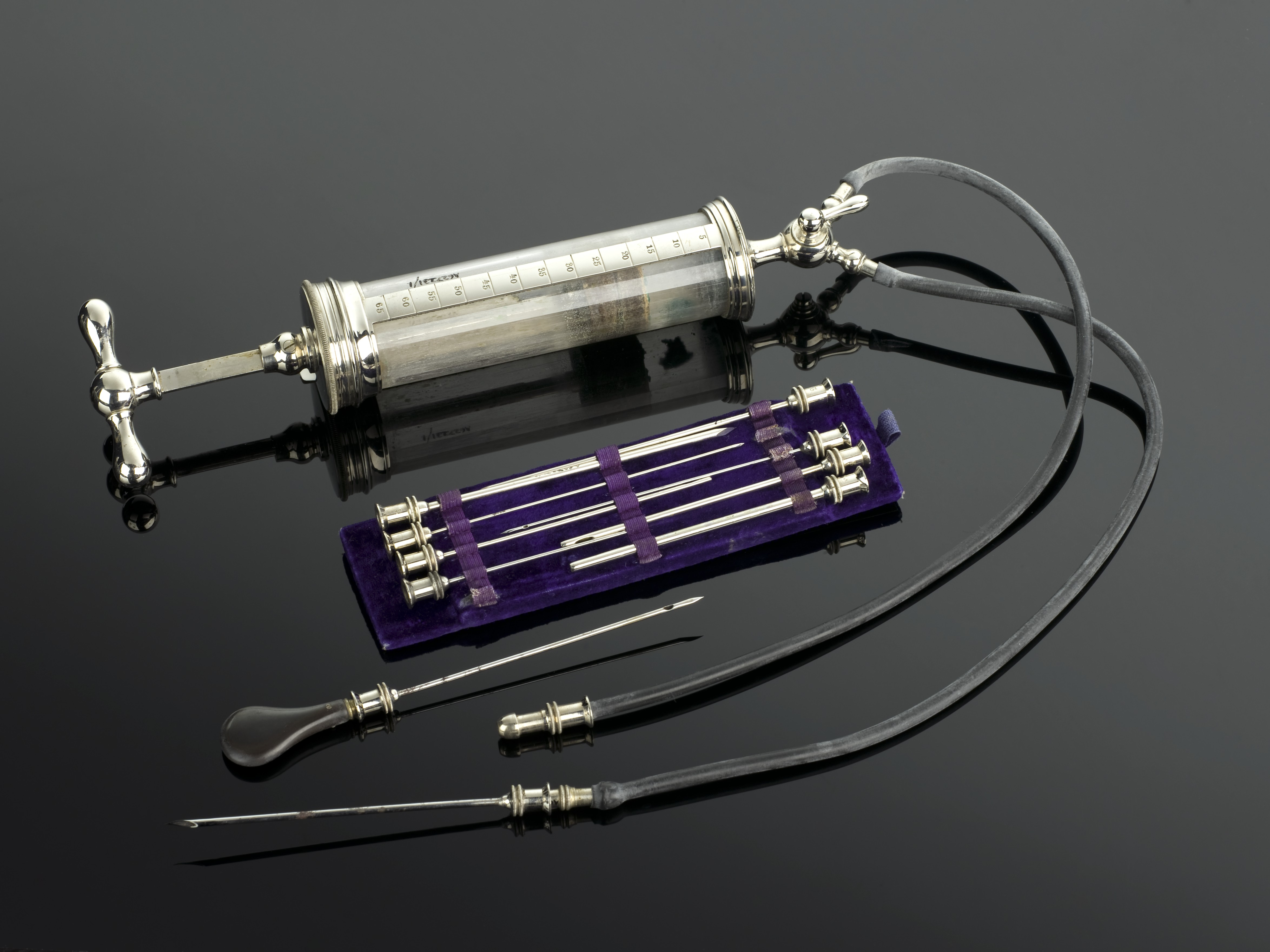
Aspiratore di sostanze con aghi, Inghilterra, 1870-1910